# Veliko Gradište
Veliko Gradište (în sârbă Велико Градиште, cu alfabetul latin: Veliko Gradište, în traducere liberă Grădiștea Mare) este un oraș și municipiu în Districtul Braničevo din Serbia. Este situat la 142 kilometri de Turnu Severin, la 254 kilometri de Craiova și la 136 kilometri de Timișoara.

## Poziție geografică
Veliko Gradiște este situat în partea de nord-est a Serbiei, la poalele Munților Carpați , nu departe de Porțile de Fier .
Se află pe malul drept al Dunării (care este o graniță naturală cu România ). În imediata vecinătate, la 3 km de centrul orașului , există o faimoasă destinație turistică Lacul de Argint.

## Istorie
Tracii și Dacii au trăit în această zonă până în secolul I când Imperiul Roman a cucerit Peninsula Balcanică, atunci când orașul a fost denumit "Pincum", în provincia Moesia Superioară.

## Municipalitatea
Comuna Veliko Gradište cuprinde orașul Veliko Gradište și următoarele sate:
- Biskuplje
- Veliko Gradiște
- Garevo
- Desine
- Doljașnița
- Đurakovo
- Zatonje
- Kamijevo
- Kisiljevo
- Kumane
- Kurjače
- Kusiće
- Ljubinje
- Majilovăț
- Makce
- Ostrovo
- Pečanița
- Požeženo
- Popovăț
- Ram
- Sirakovo
- Srednjevo
- Topolovnik
- Tribrode
- Țarevăț
- Češljeva Bara

## Demografie
În satul Veliko Gradiște locuiesc 4438 adulți  și vârsta medie este de 38,1 ani (36,7 pentru bărbați și 39,4 pentru femei). Există 1888 gospodării în localitate, iar numărul mediu de membri pe gospodărie este de 3,00.

### Grupuri etnice
- Sârbi = 16.291
- Vlahi = 382
- Țigani = 258
- Români = 65

## Legături externe
- en Veliko Gradište official site
- en Official site of the NKPJ for Veliko Gradiste